# پونسله ۲۹۶۴۷
سیارک ۲۹۶۴۷ (به انگلیسی: 29647 Poncelet، نامگذاری:1998WY) بیست و نه هزار و ششصد و چهل و هفتمین سیارک کشف شده‌است که در ۱۷ نوامبر ۱۹۹۸ کشف شد.